# Карбоцистеїн
Карбоцистеїн (англ. carbocisteine, лат. carbocisteinum), також L-цистеїн—S-карбоксиметил — синтетичний препарат, що є по хімічній структурі похідним амінокислоти L-цистеїну та належить до групи муколітичних і відхаркувальних препаратів, для перорального застосування.

## Фармакологічні властивості
Карбоцистеїн — синтетичний препарат, що по хімічній структурі є похідним амінокислоти цистеїну та належить до групи муколітиків та відхаркувальних препаратів. Механізм дії препарату полягає у деполімеризації та руйнуванні кислих мукополісахаридів бронхіального секрету; регенерації слизової оболонки дихальної системи; зменшення кількості бокалоподібних клітин епітелію дихальної системи, що призводить до зменшення вироблення слизу; а також відновлення секреторної активності клітин епітелію бронхіального дерева. Муколітичні властивості препарату пов'язані з активацією ферменту сіалотрансферази, який відновлює в'язкість та еластичність слизу та є ферментом бокаловидних клітин епітелію дихальної системи. Карбоцистеїн також має здатність підвищувати транспорт іонів хлору в епітелій дихальних шляхів та поступово збільшувати концентрацію води у бронхіальному слизові, що призводить до покращення мукоциліарного кліренсу та полегшення відходження мокротиння у зв'язку із його розрідженням та посиленням рефлекторного кашлю. Карбоцистеїн має також місцевий імуномодулюючий ефект, збільшує кількість секреторного IgA, а також посилює проникнення антибіотиків у секрети дихальної системи. Карбоцистеїн має здатність впливати на епітелій як дихальних шляхів, так і на епітелій ЛОР-органів (пазух носа, середнього вуха). На відміну від ацетилцистеїну, карбоцистеїн не викликає так званого синдрому «затоплення» бронхів. Карбоцистеїн також знижує імунну відповідь організму, що проявляється зниженням концентрації прозапальних цитокінів, а також гальмує проникнення та реплікацію вірусів, що викликають захворювання верхніх дихальних шляхів, у клітини епітелію дихальної системи. Карбоцистеїн підвищує ефективність глюкокортикоїдних гормонів та посилює бронхолітичний ефект теофіліну, і зменшує ефективність м-холінолітичних препаратів.

### Фармакодинаміка
Карбоцистеїн добре всмоктується та розподіляється в організмі після перорального застосування, але біодоступність препарату складає лише 10 % у зв'язку з ефектом першого проходження через печінку. Максимальна концентрація у крові досягається протягом 2 годин після перорального застосування препарату. Найвищі концентрації препарату спостерігаються в печінці, дихальній системі, крові та середньому вусі (високі концентрації утримуюються у середньому вусі до 24 годин). Карбоцистеїн не проникає через гематоенцефалічний бар'єр. Карбоцистеїн проходить через плацентарний бар'єр, даних за виділення препарату в грудне молоко немає. Метаболізується карбоцистеїн у печінці з утворенням неактивних метаболітів. Виводиться препарат із організму переважно із сечею в незміненому вигляді. Період напіввиведення препарату складає 2—3 години, час напіввиведення зростає після повторних прийомів препарату.

## Показання до застосування
Карбоцистеїн застосовується при гострих та хронічних захворюваннях дихальної системи, що пов'язані з порушеннями бронхіальної секреції — гострий та хронічний бронхіт, бронхоектатична хвороба, трахеїти, ларингіти, синусити, пневмонії, бронхіальна астма, коклюш, муковісцидоз легень як у дорослих, так і дітей; при середньому отиті, підготовці пацієнта до бронхоскопії та бронхографії.

## Побічна дія
При застосуванні карбоцистеїну можуть спостерігатися наступні побічні ефекти:
- Алергічні реакції — рідко (0,01—0,1 %) — висипання на шкірі, набряк Квінке.
- З боку травної системи — рідко (0,01—0,1 %) нудота, блювання, біль у животі, діарея, шлунково-кишкові кровотечі.

Загальна частота побічних ефектів при застосуванні карбоцистеїну складає близько 2,6 %.

## Протипокази
Карбоцистеїн протипоказаний при підвищеній чутливості до препарату, при загостенні виразкової хвороби шлунку та дванадцятипалої кишки, у І триместрі вагітності та хронічному гломерулонефриті. З обережністю застосовується препарат у II та III триместрі вагітності та в періоді годування грудьми. Карбоцистеїн не застосовується одночасно із протикашльовими препаратами. В Україні карбоцистеїн застосовується у дітей віком від 2 років.

## Форми випуску
Карбоцистеїн випускається у вигляді жувальних таблеток по 0,75 г; желатинових капсул по 0,375 г; гранул у пакетиках по 5 г; 2,5 % сироп для прийому всередину у флаконах по 100, 125 і 200 мл, 5 % сиропу у флаконах по 100, 110, 125, 150, 200 і 300 мл та 9 % сиропу по 100 мл. Карбоцистеїн разом із амброксолом входить до складу комбінованого препарату, що випускається під торговими назвами «Мілістан від кашлю» та «Пектолван Ц».